# 1458
- Wikisource

| Calendário gregoriano                                                        | 1458 MCDLVIII                                        |
| Ab urbe condita                                                              | 2211                                                 |
| Calendário arménio                                                           | 907 – 908                                            |
| Calendário bahá'í                                                            | -386 – -385                                          |
| Calendário budista                                                           | 2002                                                 |
| Calendário chinês                                                            | 4154 – 4155 Início a 15 de janeiro (aproximadamente) |
| Calendário copta                                                             | 1174 – 1175                                          |
| Calendário etíope                                                            | 1450 – 1451                                          |
| Calendários hindus - Vikram Samvat - Calendário nacional indiano - Cáli Iuga | 1513 – 1514 1379 – 1380 4558 – 4559                  |
| Calendário Holoceno                                                          | 11458                                                |
| Calendário islâmico                                                          | 862 – 863                                            |
| Calendário judaico                                                           | 5218 – 5219                                          |
| Calendário persa                                                             | 836 – 837                                            |
| Calendário rúnico                                                            | 1708                                                 |
| Calendário solar tailandês                                                   | 2001                                                 |

1458 (MCDLVIII na numeração romana) foi um ano comum do século XV do Calendário Juliano, da Era de Cristo, a sua letra dominical foi A (52 semanas), teve início a um domingo e terminou também a um domingo.
| Ano completo                    |
| ------------------------------- |
| Ano comum com início ao domingo |

## Eventos
- Alexander Stuart torna-se o terceiro Duque de Albany.
- Alvise Cadamosto (1432-1488), navegador e explorador italiano, descobre Cabo Verde.  Essa  descoberta é reivindicada por Diogo Gomes, que afirma ter chegado à Ilha junto com Antonio da Noli,  (1415-1497) por volta de 1460.
- Carlos VII de França (1403-1461), chamado O Vitorioso conquista Gênova.
- Flavio Biondo termina a obra Italia Ilustrata, escrita entre 1448 e 1458 e publicada em 1474.
- Jaime de Portugal participa do conclave que elegeu o Papa Pio II.
- João II, Conde de Angouleme reconhece o bastardo Jean de Valois como seu  filho legítimo.
- Johannes von Venningen, um dos fundadores  da Universidade de Basileia é nomeado bispo dessa cidade,  cargo que ocupou até sua morte em 20 de Dezembro de 1478.
- Luís, Conde de Sabóia, (1436-1482) e rei de Chipre se divorcia de Annabella  Stuart, princesa da Escócia (1428-1509, filha de Jaime I (1394-1437), casados  desde 14 de Dezembro de 1447.
- Fundação do Colégio Madalena, um dos departamentos da Universidade de Oxford, na Inglaterra.
- Início da Guerra entre as Casas de Aragão e Anjou disputando o reino de Nápoles, conflito que terminaria somente em 1464
- O Infante D. Henrique envia o capitão Diogo Gomes (1440-1482) numa viagem de exploração pela  costa da África Ocidental até o Cabo Palmas.
- O Ducado de Atenas, criado com a Quarta Cruzada em 12 de Abril de 1204 cai em poder do  Império Otomano.
- O humanista Rodolfo Agrícola (1444-1485) matricula-se na Universidade de Erfurt.
- O humanista alemão Gregor Heimburg (1399-1472) entra a serviço de Alberto da Áustria (1418-1463)
- 04 de Janeiro - confirmação da nomeação de Isidoro de Kiev como administrador da sé de Nicósia, em  Chipre, cargo para o qual foi eleito em 10 de Maio de 1456 e que ocupou até a sua morte.
- 06 de Janeiro - Carta datada de Almeirim na qual D. Afonso V atende às reclamações dos cartaxenses contra as prepotências de Gonçalo Galvão, juiz da vila de Santarém.

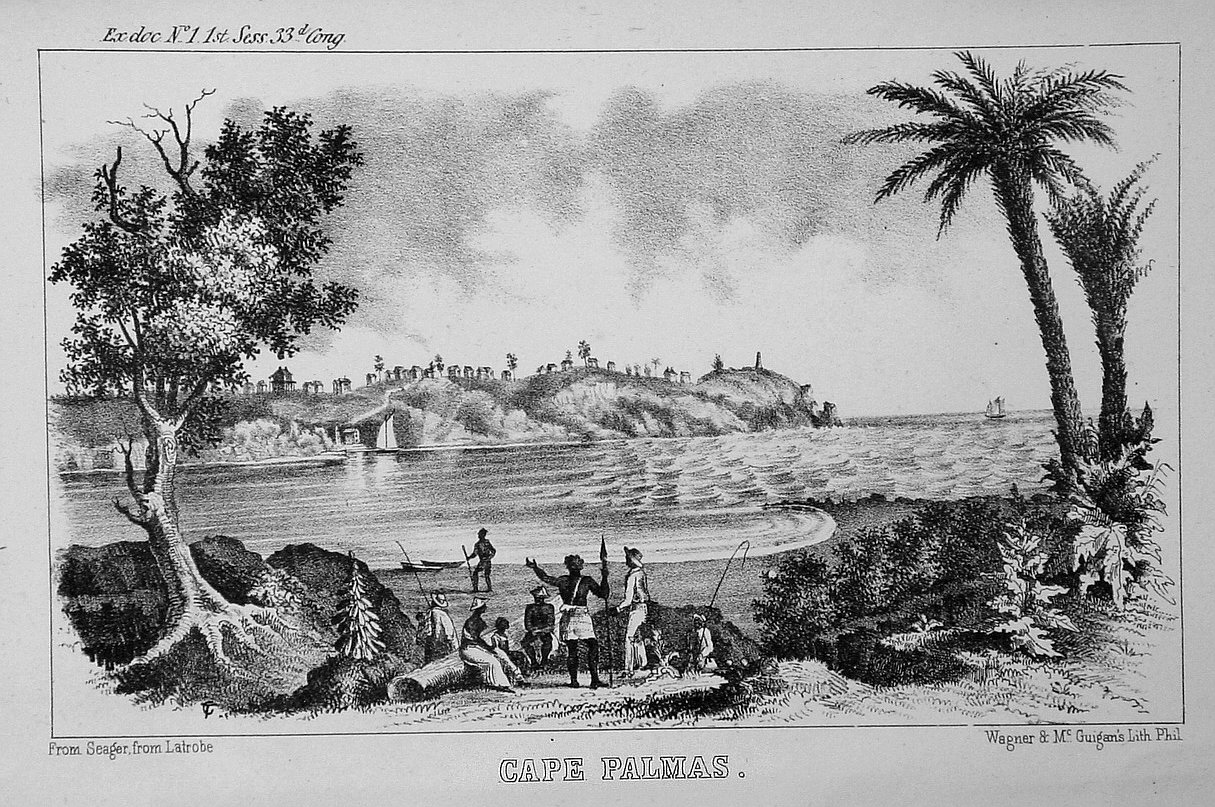
Cabo Palmas em 1853

- 20 de Janeiro - Matthias Corvinus é eleito Rei da Hungria.
- 27 de Fevereiro - Georg von Podiebrad é eleito rei da Boêmia.
- 16 de Março - fim do governo de Claudia Grimaldi, como  Senhora de Mônaco, Lamberto I, assume o poder.
- 26 de Abril - Forte terremoto em Úmbria e Marche.
- 17 de Maio - Diogo Gil Moniz, vende a Capitania do Porto Santo a Pedro Correia, fidalgo da casa do  Infante D. Henrique.
- 27 de Junho - Fernando I de Nápoles torna-se rei da Sicília.
- 27 de Junho - João II de Aragão, sucede ao seu irmão Afonso V de Aragão.
- Agosto - Ferrante I (1424-1494) sucede a Afonso I como rei de Nápoles, sendo coroado rei somente em 04 de Fevereiro do ano seguinte, por causa de uma bula papal de 12 de Julho declarando vago o trono de Nápoles sob a alegação de que Ferrante I não era filho legítimo de Afonso I. O papa vem a morrer em 06 de Agosto, no entanto, o papa sucessor o reconhece como legítimo soberano no ano seguinte.
- 19 de Agosto - Enea Silvio Piccolomini  é eleito Papa Pio II.
- 03 de Setembro - Pio II é coroado papa pelo Cardeal Próspero Colonna.
- 24 de Outubro - Afonso V de Portugal conquista a cidade muçulmana de Al Kasr Ceqer, no Marrocos.
- Novembro - Alberto III Aquiles, marquês de Brandemburgo, se casa em segundas núpcias com Ana da  Saxônia (1437-1512), filha de Frederico II.
- 18 de Novembro - Oliviero Carafa é eleito Arcebispo de Nápoles
- 29 de Dezembro - Consagração de Oliviero Carafa como Arcebispo de Nápoles.

## Nascimentos
- 15 de Fevereiro - Ivan, O Jovem, em russo  Иван Молодой, filho mais velho de Ivan III da Rússia e governador de Tver (n. 1490).
- 09 de Abril - Baptista Varani, clarissa pobre e escritora ascética italiana (n. 1527).
- 13 de Abril - Johann II. von Kleve, Duque de Cleve e Conde da Marca (m. 1521).
- 02 de Maio - Eleonora de Portugal, Rainha de Portugal e esposa de  João II de Portugal (m. 1525).
- 25 de Maio - Mahmud Begada, sultão de Gujarate, estado localizado no oeste da Índia (m. 1511).
- 09 de Julho - Friedrich IV. von Baden, Bispo de Utrecht (m. 1517).
- 28 de Julho - Jacopo Sannazaro,  poeta e humanista italiano (m. 1530).
- 08 de Agosto - Lorenzo Pucci, Bispo de Melfi e cardeal italiano (m. 1531).
- 11 de Setembro - Bernardo Accolti, poeta e dramaturgo italiano (m. 1535).
- 26 de Outubro - Giovanni Spataro, teórico musical e compositor italiano (m. 1541).
- 22 de Novembro - Jacob Obrecht, compositor holandês (m. 1505).
- Andrea Matteo III Acquaviva, literato italiano (m. 1529).
- Benedetto Ghirlandaio, pintor florentino (m. 1497)
- Guilherme de Croy, religioso de origem flamenga e Bispo de Cambrai (m. 1521).
- Petrus Bonomo, Bispo de Trieste, foi humanista e diplomata italiano (m. 1546).

## Mortes
- 13 de Fevereiro - Cristina de Espoleto, nome verdadeiro Cristina Semenzi da Calvisano, beata italiana (n. 1435).
- 20 de Fevereiro - Lázaro II Branković, déspota sérvio, príncipe da Ráscia (atualmente Sérvia ) de 1456  até sua morte em 1458 (n. 1421).
- 28 de Fevereiro - Isabel da Lorena.
- 11 de Março - Euthymios II[1], arcebispo de Novgorod (n. 1396).
- 25 de Março - Íñigo López de Mendoza, 1º Marquês  de Santillana (n. 1398).
- 11 de Abril - Helena Paleóloga, rainha de Chipre e esposa de João II, rei de Chipre (1418-1458) (n. 1428).
- 07 de Maio - Arnoldo de Rotberga, Bispo de Basileia (n. c1394).
- 24 de Maio - Juan de Segóvia, foi bispo titular da Arquidiocese Cesareense da Palestina desde 1453.
- 05 de Junho - Hermano de Sachsenheim[2], pregador cisterciense alemão (n. c1369).
- 18 de Junho - Bernardo Ciuffagni, escultor italiano (n. 1381).
- 27 de Junho - Alfonso V, Rei de Aragão, cognominado O Magnífico ou O Grande  (n. 1394).
- 15 de Julho - Bernardo II de Baden-Baden, segundo filho do marquês Jacó de Baden (1407-1453) (n. c1428).
- 28 de Julho - João II, foi rei de Chipre e da Armênia de 1432 a 1458 (n.  1418).
- 06 de Agosto - Papa Calisto III, o papa que reconheceu a inocência de Joana d'Arc (n. 1378).
- 14 de Agosto - Domenico Capranica, cardinal e humanista italiano (n. 1400)
- 01 de Setembro - Jonas Goštautas, Grão-duque da Lituânia (n. 1383)[3]
- 04 de Setembro - Maria de Castela, também conhecida como Maria de Trastâmara, filha do rei Henrique III de Castela (n. 1401).
- 11 de Setembro - Felix von Malleolus, foi humanista, teólogo, prepósito, político eclesiástico, heráldico e tratadista suíço (n. 1388).
- 28 de Setembro - Pedro Luis de Borja, irmão mais novo de Rodrigo Bórgia e sobrinho do cardeal Alonso de Borja (n. 1432)
- 03 de Outubro - Casimiro da Polônia, príncipe e filho do Rei da Polônia (n. 1484).
- 21 de Outubro - Pedro de Sabóia, Bispo de Genebra e filho de Luís, Duque de Saboia (1413- 1465) (n. 1440).
- 26 de Dezembro - Arthur III da Bretanha, O Justiceiro, Conde de Richmond e filho de Joana de Navarra (1370-1437) (n. 1393).
- Jeroni Pau, humanista espanhol (n. 1497)
- antes de 1458 - Bartolomeu Perestrelo, fidalgo português , foi um dos colonizadores do arquipélago da  Madeira (n. 1400)
- Maffeo Vegio, Humanista , latinista , moralista , educador , filólogo , arqueólogo e poeta italiano (n. c 1407)